# 埃利扎韋京
50°55′33″N 25°21′0″E / 50.92583°N 25.35000°E
埃利扎韋京（烏克蘭語：Єлизаветин），是烏克蘭的村落，位於該國西部沃倫州，由盧茨克區負責管轄，面積0.17平方公里，海拔高度180米，2001年人口391，人口密度每平方公里2,369.7人。